# Philipp Wolfrum
Philipp Wolfrum (Schwarzeubach, 17 de desembre del 1854 – Samedan, Engadina, 8 de maig del 1919) fou un musicògraf i compositor alemany.
Estudià en l'Escola reial de Música de Múnic. De 1879 al 1884 ensenyà aquest art en el Seminari de Bamberg, després en la Universitat de Heidelberg i més tard fou organista i director de la Societat Bach i del cor de l'església evangelista del Gran Ducat de Baden del que en fou succeït per Fritz Stein.
El 1890 es doctorà en filosofia a Leipzig i el 1898 fou nomenat professor numerari de ciències musicals de la Universitat de Heidelberg, rebent el 1907 el títol de director general de música.
Com a compositor feu diverses sonates per a orgue, un trio i un quintet per a piano i instruments d'arc, un quartet, Das grosse Halleluja, obra coral; Weihnachtsmysterium, obra coral, Der Evangelische Kirchenchar, obra coral. Diversos cors per a veus mixtes i veus d'home, lieder i peces per a piano. A més publicà; Die Enstehung und erste Entwickelung des deutschen evangelischen Kirchenliedes in musikalischer Bezietung (1890), i Johann Sebastian Bach (1906).